# Stadthalle Graz
Stadthalle Graz je sportska dvorana u Grazu, Austrija. Izgrađena je 2002., nakon 2 godine gradnje.